# GridMathematica
gridMathematica является программой, поставляемой Wolfram Research, которая расширяет возможности параллельных вычислений основного продукта этой компании Mathematica.

## Возможности
gridMathematica увеличивает число параллельных процессов, которое Mathematica может запускать одновременно. Каждый параллельный процесс обращается к дополнительному процессору с задачей. Стандартная лицензия Mathematica позволяет запускать вплоть до четырёх параллельных задач одновременно. Посредством увеличения числа доступных задач некоторые типы вопросов могут быть решены за меньшее время.
Стандартная Mathematica состоит из внешнего интерфейса и управляющего процесса (управляющего ядра), который занимается вычислительными задачами, выполняемыми вплоть до четырьмя ядрами. Mathematica называет такие процессы, выполняющие вычисления «вычислительными ядрами» (compute kernels). gridMathematica позволяет использовать дополнительные процессы (вычислительные ядра).
gridMathematica доступна в двух версиях:
1. Лицензии «gridMathematica Local» позволяют использовать вплоть до 8 вычислительных ядер на одном компьютере.
2. «gridMathematica Server» обеспечивает возможность использования вплоть до 16 вычислительных ядер, распределённых более чем по одному компьютеру.

Mathematica управляет таким межпроцессным взаимодействием, как формирование очередей, виртуальное распределение памяти и восстановление после сбоя.
gridMathematica масштабируется на большие grid-системы, при покупке соответствующих лицензий. Вычислительные процессы могут быть как локализованы на одном многопроцессорном компьютере, так и распределены по удалённой разнородной сети. Могут быть использованы 64-битные платформы. Взаимодействие между ядрами и внешним интерфейсом использует Mathlink, представляющий собой интерфейс, разработанный для того, чтобы дать возможность внешним программам взаимодействовать с Mathematica. Взаимодействие производится по TCP/IP и использует SSH или RSH для идентификации.

## История
До релиза Mathematica 7, gridMathematica и, больше не выпускаемая, Mathematica Personal Grid Edition были единственными версиями Mathematica, поддерживающими параллельные вычисления. Они работали как отдельные продукты, включающие внешний интерфейс, управляющие ядра, и средство параллельных вычислений, разработанное Романом Маедером (Roman Maeder), одним из изначальных авторов Mathematica.
С релизом Mathematica 7 средства параллельных вычислений были переделаны и включены в Mathematica, а gridMathematica была переделана для работы непосредственно с Mathematica.